# Pseudophilippia lanigera
Pseudophilippia lanigera är en insektsart som först beskrevs av Hempel 1900.  Pseudophilippia lanigera ingår i släktet Pseudophilippia och familjen skålsköldlöss. Inga underarter finns listade i Catalogue of Life.